# Beatrice Brentnerová
Beatrice Brentnerová je česká set dekoratérka a vedoucí výpravy. V roce 2025 byla nominována na Oskara za práci na filmu Nosferatu (2024).

## Životopis
Vystudovala střední průmyslovou školu oděvní. Po škole vytvářela loutky. K filmové profesi ji přivedl architekt Karel Vacek, který jí nabídl spolupráci. Přibližně kolem roku 2000 začínala jako stand-by vedoucí výpravy, poté začala filmové dekorace sama připravovat jako asistentka filmového architekta. Postupně se specializovala na set dekorace. Pracuje spíš na zahraničních projektech např. na filmu Ledová archa (2013) režiséra Pong Čun-hoa, kde spolupracovala s filmovým architektem Ondřejem Nekvasilem nebo na americké minisérii Světlo naděje (2023) o Anne Frankové. Na filmu Nosferatu (2024), který se převážně natáčel v Barrandov Studiu, spolupracovala s vedoucím výpravy Craigem Lathropem. U Nosferatu byl kladen důraz na vysokou historickou přesnost. Jak uvedla, největší výzvou pro ní bylo vybavení bytu profesora, vědce a okultisty Albina Eberharta von Franze, kterého si zahrál Willem Dafoe. Na tomto setu spolupracovala s pracovníky z Dokumentačního centra českého hermetismu a z Ústavu organické chemie a biochemie AV ČR. Za film Nosferatu byla v roce 2025 nominována společně s Craigem Lathropem na Oskara.

## Ocenění
| Rok  | Cena                                          | Kategorie                                                            | Film      | Výsledek  | Poznámky                     | Ref.  |
| ---- | --------------------------------------------- | -------------------------------------------------------------------- | --------- | --------- | ---------------------------- | ----- |
| 2025 | Washington D.C. Area Film Critics Association | Nejlepší výprava                                                     | Nosferatu | nominace  | společně s Craigem Lathropem |       |
| 2025 | San Diego Film Critics Society                | Nejlepší výprava                                                     | Nosferatu | nominace  | společně s Craigem Lathropem |       |
| 2025 | St. Louis Film Critics Association            | Nejlepší výprava                                                     | Nosferatu | vítězství | společně s Craigem Lathropem |       |
| 2025 | Satellite Awards                              | Nejlepší výprava                                                     | Nosferatu | nominace  | společně s Craigem Lathropem |       |
| 2025 | Set Decorators Society of America             | Nejlepší výkon v dekoracích/designu historického celovečerního filmu | Nosferatu | nominace  | společně s Craigem Lathropem |       |
| 2025 | Critics' Choice Awards                        | Nejlepší výprava                                                     | Nosferatu | nominace  | společně s Craigem Lathropem |       |
| 2025 | Cena Akademie                                 | Nejlepší výprava a dekorace                                          | Nosferatu | nominace  | společně s Craigem Lathropem | [ 1 ] |